# بویا عمر
بویا عمر (به فرانسوی: Bouya Omar) یک شهرک در مراکش است که در مراکش آسفی واقع شده‌است. بویا عمر ۱۳٬۶۴۰ نفر جمعیت دارد.